# 進め!ジャガーズ 敵前上陸
『進め!ジャガーズ 敵前上陸』（すすめジャガーズ てきぜんじょうりく）は、1968年公開の日本映画。グループ・サウンズのバンド「ザ・ジャガーズ」の初主演映画。メンバー全員が本人の役を演じているが、それ以外の要素は空想的なアクションコメディとなっている。

## 概要
- 当初ザ・スパイダースの主演映画として企画されながら主役交代となったこと、資金が不足して急遽ヒガシマル醤油の協賛を取り付けたこと（映画の中に突然CMが入る）など、製作の経緯は、後年、脚本担当（中原弓彦名義）の小林信彦が著した『コラムの冒険』に詳しい。また製作の経緯が小林の短篇小説『根岸映画村』になっている（1978年発表、のち『袋小路の休日』に収録）。
- てんぷくトリオは小林の推薦で起用されたが、伊東四朗が主役の仲間、三波伸介と戸塚睦夫が悪役と分けて配役された。三波は撮影終了後、小林に礼を述べながらも次回は悪役でない仕事をお願いしたいとこぼしている（『コラムの冒険』）。三波の役はコミカルな悪役ではあるものの、失敗した女スパイを全員串刺しにして粛清する場面など、彼の普段の芸風から大きく踏み出したブラックな描写もある。
- 世界征服をたくらむ結社のボス・鬼頭役は当初三島由紀夫に交渉され、「興味はあるが時間がない」と断られて内田朝雄に落ち着いたという（『コラムの冒険』）。
- 超ナルシストの警部役に三遊亭圓楽をキャスティングする際、プロデューサーは「佐田啓二亡きあと松竹には二枚目がいないんです」と口説いたという（『コラムの冒険』）。
- エンディングは出演者がカメラの前を順に行進する映像となっているが、この際、悪役陣だけがいわゆるナチス式敬礼を行い、他はカメラに向かって手を振る形となっている。ちなみに、日本におけるナチス式敬礼が問題化したのは遥か後年のことであり、この当時は普通に国体や運動会でも行われていたので、この切り分けは先進的といえる。
- なお同時上映されたのはザ・フォーク・クルセダーズ主演の『帰って来たヨッパライ』だった。

## ストーリー
ホテルの公演大会に出演した信（岡本信）は、金の密輸業者に巻き込まれ、消されそうになった。たまたまホテルのボーイ伊東に助けられサイレンサーの銃口から逃れるも二人ともノイローゼ状態に。シンを愛する女性歌手のアキはそれを聞いて、友人の兄の警部に信と伊東の護衛を頼む。密輸団は秘密を知った信の暗殺を計るが失敗。リーダーの鬼頭が乗り出し五人の暗殺者（レッド、ブルー、グリーン、イエロー、ホワイト）に信の抹殺を命じる。一方、警部は殺人者の存在を信じない。信たちジャガーズのメンバーが八王子のサマーランドでの演奏にでかけたところを 5人の暗殺者はビキニ姿で信を狙うが、偶然の妨害のために失敗した。
翌日、ジャガーズは次の公演のため大町温泉に行き暗殺者たちもファンを装って信を追う。その夜のパーティーで信は美しい少女、雪子と出会うが彼女は鬼頭の娘だった。そこへ鬼頭は手下と共に乗り込んでくる。絶体絶命の危機に立たされた信だったが雪子の助けで逃走に成功。しかし雪子は弾丸に当たり絶命。怒ったシンは「硫黄島は金の密輸業者の本拠だ」という雪子の最期の言葉を頼りにジャガーズを連れて硫黄島に上陸する。過去の熾烈な戦場で鬼頭らと対峙し、たまたま元日本軍の生き残り橘軍曹の助けられて密輸業者を撲滅する。雪子の死にショックを受けた信だったが、ジャガーズの仲間に慰められ再び公演ツアーへと旅立った。

## キャスト
- ジャガーズ：ジャガーズ
- アキ：中村晃子
- 雪子：尾崎奈々
- 伊東：伊東四朗
- 西郷：三波伸介
- 東郷：戸塚睦夫
- 鬼頭：内田朝雄
- 警部：三遊亭圓楽
- 橘軍曹：南道郎
- 女殺し屋レッド：荒井千津子
- 女殺し屋ブルー：園江梨子
- 女殺し屋グリーン：杉本マチ子
- 女殺し屋イエロー：比嘉照子
- 女殺し屋ホワイト：藤田憲子
- 金塊運び屋：今井健太郎、大泉滉、高畑喜三
- 税関吏：穂積隆信、川辺一外
- スナックの女エミ：レイコ
- スナックの女マリ：ミツコ
- ザ・クーガーズ：ザ・クーガーズ
- 泉アキ：泉アキ
- スチュワーデス：東山明美
- 或る女：青山ミチ
- マネージャー：近藤準

## スタッフ
- 監督：前田陽一
- 製作：島田昭彦
- 脚本：中原弓彦（現：小林信彦）、前田陽一
- 撮影：竹村博
- 音楽：いずみたく
- 美術：佐藤公信
- 編集：太田和夫
- 録音：田中俊夫
- スチール：小尾健彦
- 照明：飯島博
- 協賛：ヒガシマル醤油